# Krainy historyczne Łotwy

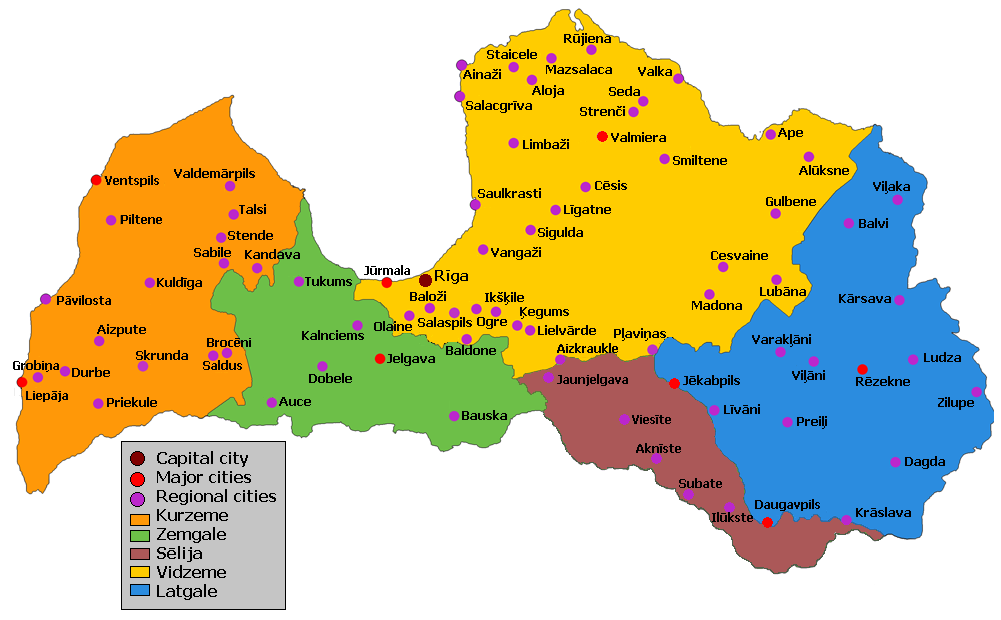
Mapa krain historycznych Łotwy

Krainy historyczne Łotwy – terytoria na Łotwie wyodrębnione ze względów kulturowych lub historycznych.

## Historia
Zgodnie z Konstytucją Łotwy kraj jest podzielony na cztery odrębne krainy: Kurlandię, Semigalię, Łatgalię i Liwonię. Zapis ten pojawił się w pierwszej konstytucji z 1922 roku. Konstytucja nie precyzuje jednak granic regionów; obecnie wyróżnia się również piątą, dodatkową krainę, Selonię.

## Regiony
- Kurlandia (łot. Kurzeme, liw. Kurāmō) to najbardziej wysunięta na zachód część Łotwy z miastami: Lipawa i Windawa oraz gminami: Aizpute, Alsunga, Brocēni, Dundaga, Durbe, Grobiņa, Kandava, Kuldyga, Nīca, Pāvilosta, Priekule, Roja, Rucava, Saldus, Skrunda, Talsi, Vaiņode i Windawa[4].
- Semigalia (łot. Zemgale) to centralna część Łotwy. Semigalia na zachodzie graniczy z Kurlandią, na północy jej granice przebiegają wzdłuż Zatoki Ryskiej, Dźwiny i Windawy na północy, na wschodzie graniczy z Selonią i na południu z Litwą. Głównym miastem jest Jełgawa, a w jej skład wchodzą gminy: Auce, Baldone, Bauska, Dobele, Engure, Ekawa, Jaunpils, Jełgawa, Ozolnieki, Rundāle, Tērvete, Tukums i Vecumnieki. Historycznie do Semigalii należy również północna część okręgu szawelskiego na Litwie[5].
- Selonia (łot. Sēlija, Augšzeme) jest często uważana za część Semigalii, ponieważ do 1939 roku była jej wschodnią częścią. W przybliżeniu odpowiada ona częściom dawnych okręgów Aizkraukle, dyneburskiego i Jēkabpils na południe od Dźwiny. Tradycyjna Selonia obejmuje również część północno-wschodniej Litwy. Nazwa pochodzi od ludu Zelów.
- Liwonia (łot. Vidzeme, liw.: Vidūmō), co oznacza „Śródziemie”, jest również znana pod nazwą Inflanty lub Liwlandia, chociaż obejmuje tylko łotewską część szwedzkich Inflant i miasto Rygę. Odpowiada w przybliżeniu dawnym okręgom Alūksne, Cēsis, Gulbene, Limbaži, Madona, Valka, Valmiera oraz części okręgów Aizkraukle, Ogre i ryskiego na północ od Dźwiny[6].
- Łatgalia (łot. Latgale, łat. Latgola) to część Inflant należąca po rozejmie w Altmarku z 1629 roku do Rzeczypospolitej Obojga Narodów. Nosiła wówczas nazwę polskie Inflanty lub województwo inflanckie. W przybliżeniu odpowiada okręgom Balvi, krasławskiemu, lucyńskiemu, Preiļi, rzeżyckiemu oraz częściom okręgów dyneburskiego i Jēkabpils na północ od Dźwiny[7]. Stolicą regionu jest Dyneburg (łot. Daugavpils)[8].

W niektórych przypadkach Kurlandia i Semigalia traktowane są jako jedna kraina. Odzwierciedla to polityczny podział Łotwy w latach 1629–1917, kiedy Kurlandia i Semigalia tworzyły Księstwo Kurlandii i Semigalii, a potem gubernię kurlandzką w Imperium Rosyjskim, podczas gdy Liwonia i Łatgalia istniały samodzielnie. Podział ten nie jest już powszechnie stosowany, ale można go zobaczyć w herbie Łotwy i na Pomniku Wolności w Rydze, na których znalazły się trzy gwiazdy: dla Kurlandii, Liwonii i Łatgalii, które od 1918 roku są częścią Łotwy.